# 許志安歌曲列表
下表列出許志安歷年的歌曲列表。關於他在專輯或派台歌曲作品，可參見許志安#派台歌曲成績及許志安音樂作品列表。